# René Quinton
René Quinton (Chaumes-en-Brie, 1866 – Grasse, 1925) è stato un fisiologo e biologo francese.

## Medicina
Alla fine del XIX secolo Quinton lavorò con Étienne-Jules Marey, membro dell'Accademia di Medicina e Presidente dell'Accademia delle Scienze. Nel 1896 formulò la "Teoria della Costanza" che lo fece chiamare il "Darwin francese".
Quinton lavorò come assistente al Laboratorio di Patologia Fisiologica al Collegio di Francia. Studiò la temperatura e la concentrazione salina tra le specie. Quinton osservò che l'acqua marina è abbastanza simile al corpo umano ed è bevibile ed iniettabile.
Egli partì dall'assunto che l'origine della vita è marina ed il mare sopravvive in noi come in qualsiasi essere vivente. Sviluppò in vita diverse teorie tra cui diverse leggi ovvero: la legge di costanza marina, la legge di costanza termica e l'integrazione alla legge di darwin. Secondo Quinton c'è una cellula vivente che nessun elemento chimico o artificiale a differenza del sangue e dei liquidi organici, riesce a mantenere in vita il globulo bianco. Sviluppando la teoria svolgendo diversi esperimenti, immise in una soluzione di acqua di mare i globuli bianchi di ogni essere vivente conosciuto: dagli uccelli ai rettili, dai pesci all'uomo, ottenendo dei risultati sorprendenti: sempre ogni singolo leucocita sopravviveva.
Alcuni esperimenti sugli animali e sugli umani fecero accettare in molti paesi il "Plasma di Quinton" nell'ambito dei cosiddette medicine non convenzionali.

## La Prova Chimica
Secondo Quinton vi sarebbe equivalenza fra sangue e acqua di mare da qui il suo assunto che per la natura stessa dei sali, per la presenza di oligoelementi e per le proprietà chimiche niente assomiglia di più al "mezzo liquido interno umano" più della semplice acqua di mare.

## La Prima legge: la legge della costanza marina
La prima legge di Quinton dice che "la vita animale, apparsa allo stato di cellula nel mare, tende a mantenere nelle più varie specie zoologiche, per il suo alto funzionamento cellulare, le cellule costitutive dell'organismo nel mezzo marino delle sue origini".

## La Seconda Legge: la legge di costanza termica
Se la prima legge ha in sé la rivoluzione stessa dell'assunto (curarsi in modo gratuito e accessibile a tutti), Quinton arriva a formulare la seconda legge che dice: "di fronte al raffreddamento del globo, la vita apparsa allo stato di cellula a una determinata temperatura, tende a mantenere, per il suo alto funzionamento cellulare, la temperatura delle sue origini". Che significava che specie simili ma nate in tempi differenti, avevano temperature basali differenti.

## L'integrazione della legge di Darwin
La verifica di Quinton con le due leggi di costanza, una marina ed una termica, portò ad interessanti conseguenze, prime tra tutte che a una superficiale approssimazione dovrebbe contraddire la teoria darwiniana (se la vita rifiuta di adattarsi, non è vero che evolve). Ma Quinton stesso afferma il contrario "le leggi di constanza non escludono l'evoluzione, al contrario, la rendono necessaria" ovvero le forme anatomiche cambiano ma per permettere ai valori biologici di mantenersi costanti

## Aviazione
Il suo lavoro fu significativo anche nello sviluppo dell'aviazione. Quinton fu cofondatore dell'Aeroclub di Francia". Nel 1908 fondò anche la prima scuola al mondo per piloti chiamata "Ligue Nationale Aérien". Quinton lavorò con Paul Doumer, André Michelin et Paul Painlevé.